# Karel Petružela
Karel Petružela (19. října 1913 – ???) byl český a československý politik Komunistické strany Československa a poúnorový poslanec Národního shromáždění ČSSR.

## Biografie
Ve volbách roku 1960 byl zvolen za KSČ do Národního shromáždění ČSSR za Severomoravský kraj. Podílel se na projednání nové ústavy ČSSR z roku 1960. V Národním shromáždění zasedal až do konce volebního období parlamentu, tedy do voleb v roce 1964.